# Sten Stensson (Bielke)
Sten Stensson av ätten Bielke, född 10 november 1345, död 1 mars 1431 i Vadstena församling, var ett svenskt riksråd, häradshövding och riddare.

## Biografi
Sten Stensson av ätten Bielke var son till Sten Turesson (Bielke) och Ingeborg Nilsdotter (Sparre af Tofta). Stensson blev senast 1370 riddare. Han blev lagman i Västmanland 1374 och häradshövding i Bankekinds härad 1377. Stensson blev riksråd 1385 och lagman i Västmanland och Dalarna 1386. 
Stensson var gift med Katarina Lafrensdotter (Örnsparre) och de hade två söner: Sten och Ulf, som dog redan som barn. Vid sin frus död 1 maj 1386, skänkte han tre gods i Västergötland till Vadstena kloster. Stensson skänkte sina gårdar till kyrkor och kloster och sade efter det upp alla ämbeten han hade. Han blev 1395 lekbroder vid Vadstena kloster och avled på klostret 1431.